# Acronicta esulae
Acronicta esulae är en fjärilsart som beskrevs av Jacob Hübner 1818. Acronicta esulae ingår i släktet Acronicta och familjen nattflyn. Inga underarter finns listade i Catalogue of Life.